# Indice di riflessione dei corpi in mare

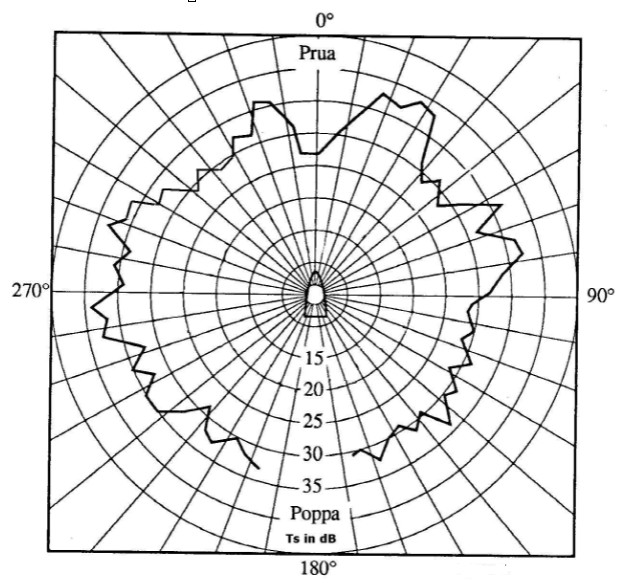
TS: Diagramma polar indicativo dell'indice di riflessione di un semovente navale

L'indice di riflessione dei corpi in mare nella scoperta sonar attiva è l'entità dell'energia restituita come eco dai corpi immersi a seguito della loro intercettazione di impulsi acustici.
Le caratteristiche di riflessione di un semovente sono tracciabili in coordinate polari, il diagramma indica come varia l'ampiezza, espressa in {\displaystyle dB} (deciBel), della riflessione in funzione dell'angolo di incidenza del suono e della durata degli impulsi ricevuti; maggiore è la superficie illuminata del semovente maggiore è l'indice di riflessione .

## Indice di riflessione
Un sonar attivo che emetta impulsi acustici per la ricerca di bersagli subacquei ottiene la riflessione su questi di una porzione dell’energia sotto forma di eco; per indice di riflessione o forza del bersaglio  s'intende il valore, espresso in {\displaystyle dB} (deciBel), del rapporto fra l’intensità dell’energia riflessa e l’intensità dell’onda incidente.
L'indice di riflessione, o forza del bersaglio, viene definito comunemente dal termine {\displaystyle TS} (Sigla inglese per Target Strength).
L'importanza dell'ampiezza del {\displaystyle TS} nel calcolo delle portata di scoperta di un sonar attivo è sensibile: In un caso d'esempio la portata di scoperta del sonar si riduce da {\displaystyle 28.9\ km\ a\ 27.5\ km} se {\displaystyle TS} varia da {\displaystyle 15\ dB\ a\ 12\ dB} .
Il calcolo del {\displaystyle TS} per corpi aventi strutture 
geometriche regolari è stato sviluppato ed è disponibile in apposite tabelle per Target Strength di alcune forme caratteristiche.
Il calcolo del {\displaystyle TS} di strutture non regolari, quali ad esempio un’unità sottomarina dotata di torretta ed altro che ne costituiscono l’insieme dello scafo, non è fattibile con precisione; la valutazione del {\displaystyle TS} per dette strutture è affidata a rilievi sul campo.

### TS di forme regolari

#### TS di una sfera
La sfera è il bersaglio acustico che, a parità di superficie di sezione con altri solidi, rende verso il sonar che lo ha illuminato l’eco più debole.
La sfera illuminata dall'impulso lo riflette, oltre che verso la sorgente sonora, anche verso tutte le altre direzioni dato che, in ciascun punto della superficie curva, l’angolo che forma il raggio incidente è uguale all’ angolo del raggio riflesso, che pertanto si allontana angolarmente dalla direzione di provenienza dell’impulso.
L’espressione per il calcolo del {\displaystyle TS} di una sfera di grandi dimensioni e raggio {\displaystyle r} è la più semplice tra tutte le formule di calcolo per i bersagli di forma regolare.
{\displaystyle TS=10\cdot \log _{10}{(r^{2}/4)}}
Formula valida sotto le condizioni:
{\displaystyle R>>r}
{\displaystyle (2\cdot \pi /\lambda )\cdot r>>1}
Indicando con:
{\displaystyle R} la distanza della sfera dalla sorgente
{\displaystyle \lambda =c/f}
{\displaystyle c=} la velocità del suono in mare {\displaystyle 1530\ m/s.}
{\displaystyle f=} la frequenza dell’impulso acustico

#### TS di un cilindro
Espressione per il calcolo del {\displaystyle TS} di un cilindro di raggio {\displaystyle r}  e lunghezza {\displaystyle l} di grandi dimensioni; l’impulso acustico lo colpisce in direzione perpendicolare all'asse:
{\displaystyle TS=10\cdot \log _{10}{(r\cdot l^{2}/2\cdot \lambda )}}
indicando con:
{\displaystyle \lambda =c/f}
{\displaystyle c=}velocità del suono in mare: {\displaystyle 1530\ m/s.}
{\displaystyle f=} frequenza dell’impulso acustico
devono sussistere le seguenti due condizioni:
{\displaystyle R>l^{2}/\lambda }; dove 
{\displaystyle R} è la distanza del cilindro dalla sorgente.
{\displaystyle (2\cdot r\cdot \pi /\lambda )>>1}

### TS di una struttura irregolare

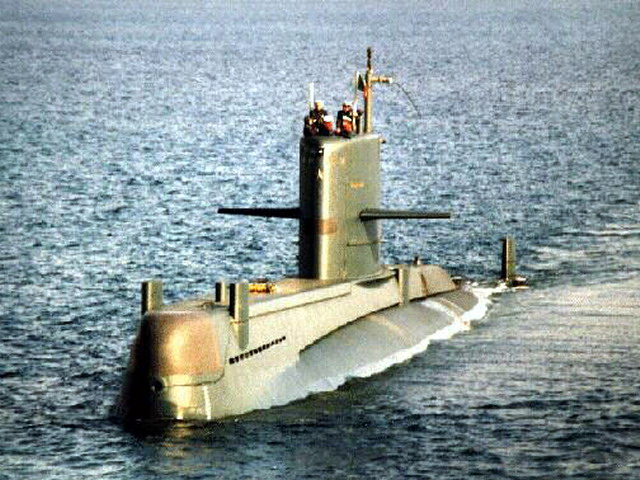
Sottomarino classe Sauro in disarmo utilizzato per misure sul (forza del bersaglio)

Per la misura del TS nel caso di una struttura irregolare, come può esserlo un sottomarino, non sono disponibili algoritmi di carattere generale, i valori della forza del bersaglio devono essere valutati sperimentalmente sul campo.
La procedura di misura sperimentale deve avere il conforto che la metodologia impiegata sia corretta, validata con strutture regolari in vasca anecoica.

#### Procedura di misura

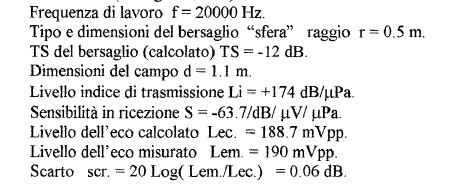
Tabella dati delle misure in vasca del di una sfera con r = 0.5 m

##### 1ª Fase - validazione del metodo in vasca anecoica
Calcolo del {\displaystyle TS} di una piccola sfera.
Misura del {\displaystyle TS} della sfera in vasca anecoica.
Confronto tra {\displaystyle TS} calcolato e {\displaystyle TS} misurato.
Stesura tabella riassuntiva dei dati calcolati e misurati:

##### 2ª Fase - misure in mare
Rilievo dati sul campo
Elaborazione dati

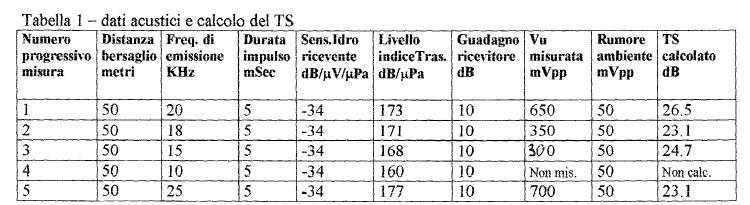
Tabella relativa alle misure in mare su sottomarino in disarmo

Stesura tabella riassuntiva dei dati misurati e calcolo del {\displaystyle TS}:
Dalla serie di misure in mare emerge un valore del {\displaystyle TS} del sottomarino variabile da {\displaystyle 23.1\ dB\ a\ 26.5\ dB}.
La dispersione dei valori è dovuta, sia alla difficoltà dei rilievi acustici in ambiente non controllato, sia alle diverse frequenze dell'impulso.

## Collegamenti interni
- Testi scaricabili liberamente